# Vitória Yaya
Vitória Ferreira Silva (Suzano, 23 de janeiro de 2002), também conhecida como Vitória Yaya, é uma futebolista brasileira que atua como meio-campista. Atualmente, joga pelo Corinthians.

## Carreira

### Categorias de base
Natural de Suzano, mas residente em Ferraz de Vasconcelos desde pequena, Yaya integrou as categorias de bases do Centro Olímpico com treze anos. Foi nesse período em que a atleta ganhou seu apelido já que a equipe tinha outra jogadora com o mesmo nome, então seu treinador na época começou a chamá-la de "Yaya" por causa do jogador Yaya Touré.
Em 2017, o São Paulo realizou uma parceria com o Centro Olímpico. Nos dois anos que integrou a categoria de base do São Paulo, ela conquistou o bicampeonato do Campeonato Paulista Sub-17, além do título da Fiesta Sudamericana de la Juventud de 2018. Em 2019, Yaya desceu dos profissionais para compor a equipe campeã da primeira edição da Copa Nike Sub-17 e do Paulista Sub-17.

### São Paulo
Yaya foi promovida ao elenco profissional do São Paulo em 2019. Ela estreou pelo clube no dia 27 de março, numa partida contra o América Mineiro, na qual foi responsável pelo único gol do jogo. Na rodada seguinte, voltou a marcar na goleada sobre a Chapecoense. Na decisão do Campeonato Brasileiro - Série A2, marcou um belo gol contra o Cruzeiro. Yaya terminou o torneio sendo uma das principais jogadoras do São Paulo na conquista do título. O bom desempenho durante a temporada também garantiu a sua convocação para a seleção principal, bem como vários elogios por parte da mídia esportiva. A comentarista Renata Mendonça descreveu a atleta como uma das "protagonistas" do time, além de "versátil" e com "muita personalidade". O contribuinte Fellipe Lucena escreveu: "Yaya é símbolo do projeto são-paulino para o futebol feminino."
Em 2020, foi convocada para integrar a seleção no Campeonato Sul-Americano Sub-20, competição que seria suspensa e adiada por causa da pandemia de COVID-19.

### Corinthians
Em 5 de janeiro de 2024, foi anunciada pelo Corinthians.

## Seleção brasileira
Com apenas dezessete anos, Yaya foi convocada pela primeira fez para a seleção brasileira pela técnica Pia Sundhage em 20 de agosto de 2019.

## Títulos

### Profissional
- Campeonato Brasileiro - Série A2: 2019.[16]
- Supercopa do Brasil: 2024

### Categoria de base
- Campeonato Paulista Sub-17: 2017, 2018 e 2019.[4][5]
- Fiesta Sudamericana de la Juventud: 2018[4]
- Copa Nike Sub-17: 2019.[4]

### Prêmios individuais
- Melhor Volante (Bola de Prata): 2024[17]